# Llanera (Nueva Ecija)
Llanera (Tagalog: Bayan ng Llanera) ist eine philippinische Stadtgemeinde in der Provinz Nueva Ecija, in der Verwaltungsregion III, Central Luzon. Die Gemeinde hat 39.701 Einwohner (Zensus 1. August 2015), die in 22 Barangays lebten. Sie wird als Gemeinde der vierten Einkommensklasse auf den Philippinen und als teilweise urbanisiert eingestuft. 
Llanera liegt im Nordosten der zentralen Luzon-Ebene. Ihre Nachbargemeinden sind Talavera im Süden und Westen, San Jose City im Norden, General Mamerto Natividad im Südosten und Rizal im Osten. 

## Baranggays
- A. Bonifacio
- Bagumbayan
- Bosque
- Caridad Norte
- Caridad Sur
- Casile
- Florida Blanca
- General Luna
- General Ricarte
- Gomez
- Inanama
- Ligaya
- Mabini
- Murcon
- Plaridel
- San Felipe
- San Francisco
- San Nicolas
- San Vicente
- Santa Barbara
- Victoria
- Villa Viniegas